# Джонс, Гэри (актёр)
Гэри Джонс (род. 4 января 1958 года в Суонси, Уэльс, Великобритания) — валлийский актёр и сценарист, известный по роли Уолтера Харримана в телесериалах «Звёздные врата: SG-1» и «Звёздные врата: Атлантида». Он также снялся в сериалах «Скользящие», «За гранью возможного», «Андромеда» и «Мёртвые, как я».

## Фильмография
1. 2013 — «Ясновидец» — Карлос, театральный режиссёр (эпизод 7.15 “Psych the Musical”)
2. 2011 — «Сверхъестественное» — Муж-скептик (эпизод 7.07 “The Mentalists”)
3. 2009 — «Звёздные врата: Вселенная» — Уолтер Харриман
4. 2004-2009 — «Звёздные врата: Атлантида» — Уолтер Харриман
5. 2008 — «Звёздные врата: Континуум» — Уолтер Харриман
6. 2008 — «Звёздные врата: Ковчег правды» — Уолтер Харриман
7. 2007 — «Painkiller Jane» — доктор Эрик Сандерс
8. 1997-2007 — «Звёздные врата: SG-1» — Уолтер Харриман
9. 2005 — «Собиратель голов»
10. 2004 — «Андромеда» — Вуди
11. 2003 — «Мёртвые, как я» — Чак
12. 2002 — «Санта-Клаус 2» — Учитель
13. 1997 — «Шестой игрок» — Герц
14. 1995-1996 — «Скользящие» — Майкл Хёли
15. 1989 — «Wiseguy» — Тень
16. 1987 — «Airwolf» — Компьютерный техник
17. 1987 — «Залив Опасный» — Директор картины